# Ryan Kalkbrenner
Ryan Thomas Kalkbrenner (Saint Louis, 17 gennaio 2002) è un cestista statunitense.

## Carriera

### Nazionale
Nel 2021 ha vinto, con la nazionale Under-19 statunitense, la medaglia d'oro ai Mondiali di categoria, disputati in Lettonia.

## Statistiche

### College
| Anno      | Squadra            | PG  | PT  | MP   | TC%  | 3P%  | TL%  | RP  | AP  | PRP | SP  | PP   |
| --------- | ------------------ | --- | --- | ---- | ---- | ---- | ---- | --- | --- | --- | --- | ---- |
| 2020-2021 | Creighton Bluejays | 31  | 0   | 13,8 | 64,5 | 0,0  | 48,9 | 3,5 | 0,3 | 0,2 | 1,2 | 5,9  |
| 2021-2022 | Creighton Bluejays | 34  | 34  | 29,4 | 64,6 | 25,0 | 73,6 | 7,7 | 0,9 | 0,4 | 2,6 | 13,1 |
| 2022-2023 | Creighton Bluejays | 34  | 34  | 32,2 | 69,5 | 31,6 | 79,5 | 6,1 | 1,2 | 0,6 | 2,1 | 15,9 |
| 2023-2024 | Creighton Bluejays | 35  | 35  | 34,7 | 64,6 | 29,6 | 71,1 | 7,6 | 1,3 | 0,4 | 3,1 | 17,3 |
| 2024-2025 | Creighton Bluejays | 35  | 35  | 34,5 | 65,3 | 34,4 | 68,1 | 8,7 | 1,5 | 0,5 | 2,7 | 19,2 |
| Carriera  | Carriera           | 169 | 138 | 29,3 | 65,8 | 31,1 | 70,9 | 6,8 | 1,1 | 0,4 | 2,4 | 14,5 |

## Palmarès
- Kareem Abdul-Jabbar Award (2025)